# Подґуже (Браневський повіт)
Подґуже (пол. Podgórze, нім. Huntenberg) — село в Польщі, у гміні Бранево Браневського повіту Вармінсько-Мазурського воєводства.
Населення — 109 осіб (2011).
У 1975-1998 роках село належало до Ельблонзького воєводства.

## Демографія
Демографічна структура станом на 31 березня 2011 року:
|          | Загалом | Допрацездатний вік | Працездатний вік | Постпрацездатний вік |
| -------- | ------- | ------------------ | ---------------- | -------------------- |
| Чоловіки | 57      | 8                  | 43               | 6                    |
| Жінки    | 52      | 15                 | 30               | 7                    |
| Разом    | 109     | 23                 | 73               | 13                   |